# マルセロ・ファビアン・ドミンゲス
マルセロ・ファビアン・ドミンゲス（Marcelo Fabian Dominguez、1970年1月15日 - ）は、アルゼンチンの男性プロボクサー。ブエノスアイレス州イトゥザインゴ出身。元WBC世界クルーザー級王者。

## 来歴
1991年10月4日、ドミンゲスはプロデビューを果たし4回KO勝ちを収め白星でデビューを飾った。
1992年8月7日、ラウル・アンドレス・アギーラと対戦し10回引き分けに終わった。
1993年2月20日、ネストール・ヒポリート・ジオバンニとFABアルゼンチンクルーザー級王座決定戦対戦し4回失格勝ちを収め王座獲得に成功した。
1993年5月1日、オスカー・アルフレド・ゴンサレスと対戦し8回判定勝ちを収めた。
1993年10月30日、リカルド・アルフレド・イバラと対戦し8回TKO勝ちを収めFAB王座の初防衛に成功した。
1994年8月30日、オスカー・アルフレド・ゴンサレスと対戦し12回3-0(2者が120-113、117-112)の判定勝ちを収め2度目の防衛に成功した。
1994年12月3日、サルタ州サルタのエスタディオ・デルミでWBC世界クルーザー級王者アナクレト・ワンバと対戦し12回0-2(115-116、113-115、114-114)の判定負けを喫し王座獲得に失敗した。
1995年7月25日、サン＝ジャン＝ド＝リュズで正規王者のアナクレト・ワンバの負傷離脱により設置されたWBC世界クルーザー級暫定王座決定戦でアキーム・タファールと対戦。ポイントではリードを奪われていたが9回T逆転KO勝ちを収め王座獲得に成功した。
1995年9月2日、レイナルド・ヒメネスと対戦し12回2分47秒TKO勝ちを収め初防衛に成功した。
1995年10月24日、セルゲイ・コボゼフと対戦し12回2-1(2者が115-113、115-116)の判定勝ちを収め2度目の防衛に成功し試合後正規王座に認定された。
1996年7月5日、パトリック・アオウイッシーと対戦し10回逆転TKO勝ちを収め3度目の防衛に成功した。
1996年12月6日、ホセ・アリマティア・デ・シルバと対戦し8回TKO勝ちを収め4度目の防衛に成功した。
1997年8月16日、アキーム・タファールと暫定王座決定戦以来の再戦を行い12回3-0(117-112、115-114、116-114)の判定勝ちを収め5度目の防衛に成功した。
1998年2月21日、ファン・カルロス・ゴメスと対戦し12回0-3の判定負けを喫し6度目の防衛に失敗し王座から陥落した。
1998年9月11日、リチャード・アルフレド・イバラと5年ぶりに再戦し7回終了時棄権によるTKO勝ちを収めた。
1999年3月13日、WBC世界クルーザー級王者ファン・カルロス・ゴメスと1年ぶりに再戦し12回0-3(2者が111-119、110-119)の判定負けを喫し王座返り咲きに失敗した。
2000年11月4日、ジョージ・アリアスと対戦し10回3-0(100-91、2者が100-92)の判定勝ちを収めた。
2001年5月26日、ホセ・ゴメスと対戦し10回3-0(100-90、100-89、100-88.5)の判定勝ちを収めた。
2001年7月21日、シェフィールドのポンズ・フォージ・アリーナでWBO世界クルーザー級王者ジョニー・ネルソンと対戦し12回0-3(2者が110-117、108-119)の判定負けを喫しWBCに続く王座獲得に失敗した。
2002年5月11日、南米ヘビー級王者ペドロ・ダニエル・フランドと対戦し12回3-0(119-109、2者が118-110)の判定勝ちを収め王座獲得に成功した。
2002年7月27日、エドゥアルド・アンドレス・サンディバレスと対戦し3回KO勝ちを収め初防衛に成功した。
2002年10月19日、FABアルゼンチンヘビー級王者ファビオ・エドゥアルド・モーリと対戦し12回判定勝ちを収め南米王座の2度目の防衛とFAB王座獲得に成功した。
2003年12月6日、エドガー・ダ・シルバと対戦し4回2分40秒シルバの棄権によるTKO勝ちを収め南米王座の3度目の防衛に成功した。
2004年4月17日、ベルリンのマックス・シュメリング・ハレで後のWBA世界ヘビー級王者ニコライ・ワルーエフと対戦し8回判定負けを喫した。
2004年12月18日、センギジ・コクと対戦し8回判定負けを喫した。
2005年4月22日、カルロス・ハビエル・オヘーダ・ロルダンと対戦し10回TKO勝ちを収め南米王座の4度目の防衛に成功した。
2005年8月12日、WBOラテンアメリカヘビー級王者ファビオ・エドゥアルド・モーリと3年ぶりに再戦し7回2分13秒モーリの棄権によるTKO勝ちを収め南米王座は5度目の防衛とWBOラテンアメリカ王座獲得に成功した。
2006年2月3日、マリアノ・ラモン・オカムポと対戦し10回3-0(97.5-95、98.5-94.5、99-95)の判定勝ちを収めFAB王座の初防衛に成功した。
2006年7月8日、カーディフのミレミアム・スタジアムでエンゾ・マカリネリとWBO世界クルーザー級暫定王座決定戦を行い9回58秒TKO負けを喫しWBCに続く王座獲得に失敗した。
2006年12月2日、ファビオ・エドゥアルド・モーリと3度目の対戦を行い6回59秒TKO勝ちを収め南米王座は6度目、FAB王座の2度目の防衛に成功した。試合後ドミンゲスは1度目の引退を表明した。
2013年5月3日、7年ぶりに現役を復帰。アルフレド・ブリギード・ルイス・ディアスと対戦し7回38秒TKO勝ちを収めた。
2013年8月31日、ヘクター・アルフレド・アビラト対戦し7回TKO勝ちを収めた。
2014年3月15日、マヌエル・アルベルト・プチェダと対戦し8回判定勝ちを収めた。
2014年6月19日、ハビエル・コラレスと対戦し2回TKO勝ちを収めた。
2014年10月11日、FABアルゼンチンヘビー級王者マティアス・アリエル・ヴィドンドと対戦し2回1分59秒TKO負けを喫し8年ぶりの王座返り咲きに失敗した。
2015年3月7日、ネルソン・ダリオ・ドミンゲスと対戦し6回3-0(59-55.5、59.5-55、60-55.5)の判定勝ちを収めプロ生活24年45歳で現役を引退した。

## 獲得タイトル
- FABアルゼンチンクルーザー級王座
- WBC世界クルーザー級暫定王座（防衛2→正規王座に認定）
- WBC世界クルーザー級王座（防衛3）
- 南米ヘビー級王座
- FABアルゼンチンヘビー級王座
- WBOラテンアメリカヘビー級王座